# Caza de unicornios
Caza de unicornios(del inglés Unicorn hunting) es la práctica por parte de dos personas que están en una relación, comúnmente heterosexual, de buscar una tercera pareja, normalmente una mujer que sea bisexual, para poder unirse a la relación de forma temporal o permanente, ya sea para formar un trío o para iniciar una relación poliamorosa.La práctica generalmente es vista negativamente por la comunidad poliamorosa y LGTBI como una forma de fetichización.

## Término
El término «caza de unicornios» proviene, comparable con la criatura legendaria, de lo rara que es una mujer bisexual dispuesta a unirse a una pareja existente, así como de sus condiciones, que pueden incluir la exclusividad relacional (al contrario de las relaciones abiertas con otras personas), la igualdad atracción por ambas parejas o interés en tener sexo en grupo solamente. Su uso podría haber comenzado en la década de 1970 por parte de las comunidades de intercambio de pareja de la época para describir a las mujeres bisexuales disponibles para hacer un trío con una pareja heterosexual.

## Práctica
Esta práctica consiste en que dos personas en una relación, generalmente una pareja heterosexual de un hombre y una mujer, buscan una mujer bisexual para la relación, ya sea para formar un trío o formar una relación poliamorosa. Un poliamor unicornio es diferente de una relación de tríada o trío en que en un trío los tres miembros son socios principales, mientras que un «unicornio» se une a una pareja existente, y en eso, en una tríada, las reglas generalmente se acuerdan entre todos los miembros, mientras que en el poliamor de unicornio se supone que la pareja hace las reglas, mientras que el unicornio tiene que seguirlas. Suele considerar a la pareja como socios primarios y al unicornio como socio secundario, ya que si el unicornio consiente en unirse a su relación existente, el unicornio también acepta sus condiciones. Como tal, la práctica es vista negativamente por las comunidades poliamorosas y LGBT debido al desequilibrio de poder en la relación, y se considera que contribuye a la fetichización de las mujeres bisexuales.
Las parejas que buscan una tercera pareja pueden hacerlo usando aplicaciones de citas, como Tinder. Vogue India también citó una distinción entre «cazadores» y «recolectores», donde en estos últimos las mujeres encuentran una persona para hombres depredadores.